# أم خريزة
أم خريزة قرية سورية تتبع ناحية صبورة في منطقة سلمية في محافظة حماة. بلغ عدد سكانها 250 نسمة في عام 2004 حسب إحصاء المكتب المركزي للإحصاء.
تقع بالقرب من طريق سلمية - الرقة في شرق مدينة حماة وتبعد عنها حوالي 45 كم. توجد القرية في منطقة سهلية منبسطة، ذات تربة بيضاء تكثر فيها الصخور، وتشكو من قلة موارد المياه. وتتبع إلى بلدية تل أغر.
يعمل معظم سكان القرية في مجال الزراعة والتي تعتمد على مياه الأمطار، وتتم زراعة عدة أنواع من الحبوب: القمح والشعير والكمون، كما انتشرت في الآونة الأخيرة زراعة الزيتون واللوز، ويكاد لا يخلو منزل من أشجار التين والرمان والعنب.

## وصلات خارجية
- صورة فضائية للقرية